# حاجيآباد ياراحمدي (مقاطعة دورود)
حاجيآباد ياراحمدي (بالفارسية: حاجی‌آباد یاراحمدی) هي قرية تقع في قسم تشالانتشولان الريفي (مقاطعة دورود) في إيران. يقدر عدد سكانها بـ 407 نسمة بحسب إحصاء 2016.